# Il muro di gomma
Il muro di gomma è un film italiano del 1991 diretto da Marco Risi.
Il film racconta la storia di un fittizio giornalista del Corriere della Sera, Rocco Ferrante, che per dieci anni seguì le indagini sull'incidente aereo di Ustica del 1980 in cui morirono 81 persone. Fu presentato in concorso alla 48ª Mostra internazionale d'arte cinematografica di Venezia. La colonna sonora venne composta da Francesco De Gregori. 

## Trama
27 giugno 1980: la torre di controllo dell'aeroporto di Roma-Ciampino perde il contatto con il volo di linea Itavia IH870 in volo da Bologna a Palermo.
A Roma il giornalista Rocco Ferrante, mentre è nell'appartamento nel quale convive con Anna, riceve una telefonata da un conoscente operatore radar di Ciampino, che gli comunica dell'incidente aereo a Ustica, facendo vago riferimento a un abbattimento.
Alla redazione del Corriere della Sera, tra le direttive impartite ai giornalisti per occuparsi del caso, Rocco viene mandato a Palermo, per incontrare i parenti delle vittime. Qui Rocco fa la conoscenza, all'uscita dell'obitorio dove le salme finora recuperate sono portate per il riconoscimento, di Giannina, rimasta sola con la figlia di otto anni, Silvia, dopo la perdita del marito. Rocco cerca poi, invano, di strappare qualche informazione all'amico che gli aveva parlato per telefono dell'abbattimento dell'aereo e quindi torna a Roma. La redazione prende istruzioni dal direttore, e poi tutti tornano al lavoro sul caso: Rocco assiste attonito alla seduta del parlamento, con solo sedici politici presenti, in cui il Ministro della difesa promette che sarà fatta luce sulla faccenda. Successivamente Rocco si reca al Palazzo dell'Aeronautica, dove il generale portavoce sostiene come la probabile causa del disastro sia un cedimento strutturale dell'aereo; questa ipotesi è però seccamente smentita da un portavoce dell'azienda statunitense che vende quei velivoli.
Nella mente di Rocco prende allora corpo un'altra ipotesi: essendo l'aereo esploso in volo, qualcosa deve averlo fatto saltare in aria: una bomba o un missile. L'ipotesi di un ordigno a tempo è scartata perché, essendo il volo partito con due ore di ritardo da Bologna, il timer lo avrebbe fatto esplodere quando era ancora a terra, ma il missile non è da escludere. E poiché il traffico aereo militare nella zona incriminata è perlopiù dell'aviazione statunitense, Rocco si reca all'ambasciata statunitense, che nega un qualsiasi coinvolgimento.
Rocco incontra un giudice che si occupa dell'inchiesta, che segue in Inghilterra per ottenere maggiori informazioni sulle perizie che verranno effettuate. Al suo ritorno in Italia Rocco si accorge di come la sua indagine stia facendo luce in una faccenda che molti, come aveva già capito da alcune confidenze fattegli, volevano tenere riservata e gestita con calma dagli addetti ai lavori: è vittima di telefonate anonime.
Negli studi della compagnia assicuratrice che si occupa del risarcimento dei familiari delle vittime dell'incidente c'è anche Giannina, che nell'occasione incontra nuovamente Rocco, con cui parla a lungo, confidandogli la sua situazione di disagio economico a seguito della morte del marito.
Nel 1981 Rocco riceve una lettera contenente un disegno: incontra allora in segreto un esperto che gli dice che quello è il tracciato radar del DC-9 precipitato e che il DC-9 è stato abbattuto perché si è trovato nel posto giusto al momento sbagliato; inoltre lo avverte che il lavoro giornalistico che sta portando avanti sta dando molto fastidio. Rocco decide di approfondire ulteriormente il caso partendo dall'ipotesi che l'aereo sia stato abbattuto per errore, mentre il bersaglio era un altro.
Il giovane giornalista si dedica anima e corpo al caso, trascurando anche la relazione con Anna, che qualche tempo dopo lo lascia per un altro. Poco tempo dopo arriva in redazione l'avvocato Bruno Giordani, incaricato di rappresentare la parte civile nel processo sulla strage di Ustica: Giordani è un uomo onesto in cerca di giustizia e chiede, trovandolo, aiuto a Rocco per approfondire la sua conoscenza della vicenda.
1982: Rocco, che teme di avere il telefono sotto controllo, si reca alla BBC per cercare ulteriore materiale su un'eventuale presenza di aerei vicini al DC-9 il giorno dell'incidente. Grazie a un'amica giornalista ottiene il permesso di visionare e pubblicare in Italia una ricostruzione dell'evento di un esperto americano che aveva lavorato sullo stesso tracciato che fu spedito a Rocco.
1985: un giorno, mentre butta via alcuni vecchi documenti, Rocco scopre da un fascicolo militare che il 18 luglio 1980, data in cui era stato accertato fosse caduto sulla Sila il MiG-23MS con i colori dell'Aeronautica Militare libica, nel canale di Sicilia era in atto una simulazione aeronavale interalleata di notevoli dimensioni. Con il grande spiegamento di forze militari nella zona è impossibile che il MiG fosse riuscito ad arrivare fino alla Sila senza essere visto. Rocco va allora in Calabria, per raccogliere informazioni: parlando con il medico che aveva effettuato l'autopsia sul cadavere del pilota del Mig scopre che questo aveva ricevuto pressioni per dichiarare che la morte fosse avvenuta a metà luglio, mentre dallo stato di decomposizione essa era individuabile nel periodo dell'incidente di Ustica.
Molte autorità del posto negano versioni diverse da quelle accertate ufficialmente, anche se intervistando abitanti del luogo Rocco trova conferme del fatto che il Mig si fosse schiantato proprio il 27 giugno. Nel 1988 Rocco riceve, prima che sia messa a disposizione delle autorità italiane, la perizia sulla carcassa del DC-9: l'aereo dell'Itavia è stato con ogni probabilità abbattuto da un missile. La notizia viene immediatamente pubblicata.
Estate 1989: interrogato al processo, il maresciallo Luciano Caroli racconta le ultime azioni del DC-9 che aveva seguito grazie alla traccia del radar. Egli afferma di aver visto chiaramente l'aereo cadere, di aver visto ad un certo punto la traccia che cominciava a scadere di qualità, cioè ad essere debole. Immediatamente segnalava lo strano evento al tenente che gli sedeva a fianco. In quel momento il DC9 doveva essere sul mare, e contemporaneamente si metteva in contatto con Punta Raisi e con Fiumicino per avere notizie sull'ora del decollo, per verificare un possibile ritardo. Il maresciallo dichiara inoltre che Punta Raisi rispose che stavano aspettando il DC9 a momenti, e che nel frattempo il tenente cercava di chiamare l'aereo per radio, senza avere risposta.
Nel 1990 vengono interrogati i militari dell'Aeronautica incriminati per aver inquinato e depistato le indagini sulla strage di Ustica. All'uscita dall'aula Rocco segue fino alla macchina l'ammiraglio che lo aveva aggredito verbalmente anni addietro, rinfacciandogli le accuse di essere pagato da qualcuno per alimentare quello scandalo.

## Curiosità
- Il titolo del film deriva dalla frase utilizzata dall'avvocato Giordani per riferirsi alla barriera di omertà sull'incidente, che la dichiarazione del maresciallo Caroli aveva per la prima volta evidenziato: «dopo anni e anni per la prima volta uno squarcio si apre in questo muro di omertà, in questo muro di gomma».
- L'opera è ispirata all'esperienza di Andrea Purgatori, che ha dedicato diverse opere al caso del disastro aereo, e vede tra gli sceneggiatori lo stesso giornalista che, nel film, compare anche in diversi cameo.
- Per evitare problemi legali con il Ministero della difesa le uniformi figuravano con stellette a sei punte invece di cinque, come già accaduto per Soldati - 365 all'alba, dello stesso Risi, il cui contenuto era ritenuto poco edificante per le forze armate italiane.
- Il film che si vede ad inizio film in tv è Totò d’Arabia di Jose Antonio De La Loma del 1964

## Riconoscimenti
- 1992 – David di Donatello
  - David di Donatello per il miglior fonico di presa diretta a Gaetano Carito
  - Candidatura Miglior film
  - Candidatura Miglior regista a Marco Risi
  - Candidatura Miglior musicista a Francesco De Gregori
  - Candidatura Miglior sceneggiatura
  - Candidatura Miglior attrice non protagonista a Angela Finocchiaro
  - Candidatura Miglior montatore a Claudio Di Mauro

- 1992 – Ciak d'oro
  - Miglior regista a Marco Risi